# Marina Halac
Marina Halac (née le 17 novembre 1979) est une professeure d'économie à l'Université Yale. Elle est également rédactrice adjointe d'Econometrica et membre du comité de rédaction de l'American Economic Review. Elle a reçu en 2016 le Prix Elaine-Bennett pour la recherche, décerné tous les deux ans par l'American Economic Association pour récompenser les recherches exceptionnelles réalisées par une femme. Elle a reçu ce prix seulement sept ans après avoir obtenu son doctorat en économie de l'Université de Californie à Berkeley. En 2017, elle a été nommée parmi le Best 40 under 40 Business School Professors par Poets and Quants et a reçu le prix George S. Eccles pour la recherche.

## Biographie
Halac née et grandit à Buenos Aires en Argentine et étudie l'économie à l'Université du CEMA, 1998 à 2001. ISs professeurs l'oncouragé ntà poursuivre des études supérieures ed'conomie aux États-Unis. Après avoir obtenu son diplôme en 2001, elle et son mari, Guillermo Noguera, sont assistants de recherche à la Banque mondiale à Washington, DC, puis tous deux obtiennent un doctorat en économie de l'Université de Californie à Berkeley. 
Les recherches de Marina Halac se concentrent sur les modèles théoriques de la façon de déléguer de manière optimale la prise de décision, par exemple pour les entreprises qui doivent déléguer des décisions d'investissement aux gestionnaires, les problèmes de frein à l'expérimentation et à l'innovation, la conception de règles fiscales limitant les dépenses publiques et le rôle de la réputation sur la productivité. Son travail sur les contrats relationnels, portant sur la meilleure façon de concevoir des contrats dans un contexte principal-agent où la valeur de la relation n'est pas mutuellement connue, suggère de nouvelles façons d'aborder les problèmes de passation de marchés dynamiques,. Elle est actuellement professeur d'économie à l'université de Yale, elle a enseigné à l'université de Columbia, à la Graduate School of Business, à la division d'économie ainsi qu'à l'université de Warwick. 

## Publications notoires
- Halac, « Relational Contracts and the Value of Relationships », American Economic Review, vol. 102,‎ 2012, p. 750–79 (DOI 10.1257/aer.102.2.750, JSTOR 23245433)
- Halac, Kartik et Liu, « Optimal Contracts for Experimentation », Review of Economic Studies, vol. 83, no 3,‎ 2016, p. 1040–1091 (DOI 10.1093/restud/rdw013, lire en ligne)
- Halac et Yared, « Fiscal Rules and Discretion under Persistent Shocks », Econometrica, vol. 82,‎ 2014, p. 1557–1614 (DOI 10.3982/ecta11207, JSTOR 24029290)
- Halac et Prat, « Managerial attention and worker performance », The American Economic Review, vol. 106,‎ 2016, p. 3104–3132 (DOI 10.1257/aer.20140772, lire en ligne)